# Raske Penges diskografi
Raske Penges diskografi består af tre EP'er, otte opsamlingsalbum, femten singler og sytten musikvideoer.
Da alle Raske Penges egne udgivelser er udgivet på de uafhængige pladeselskaber Raske Plader og Kontrafon er der ikke målt stattestikker for Hitlisten og der er kun givet Guld og Platin certificeringer hvis de selv har henvendt sig til IFPI Danmark.

## Album

### Studiealbum
| År   | Album detaljer                                                                                       | Højeste placering |
| År   | Album detaljer                                                                                       | Danmark           |
| ---- | --- | ----------------- |
| 2015 | Indtil Nu - Udgivet: 13. november 2015 - Pladeselskab: Raske Plader - Format: 3x 12" vinyl, download | —                 |

### Ep'er
| År   | Album detaljer                                                                                      | Højeste placering |
| År   | Album detaljer                                                                                      | Danmark           |
| ---- | --------------------------------------------------------------------------------------------------- | ----------------- |
| 2011 | Bor Her / Rundt - Udgivet: 3. september 2011 - Pladeselskab: Kontrafon - Format: 7" vinyl, download | —                 |
| 2012 | Original - Udgivet: 4. juni 2012 - Pladeselskab: Raske Plader - Format: 12" vinyl, download         | 10                |
| 2013 | Yndlingsstof - Udgivet: 2. december 2013 - Pladeselskab: Raske Plader - Format: 10" vinyl, download | —                 |

### Opsamlingsalbum
| År   | Album detaljer |
| ---- | --- |
| 2012 | Røgalarm - Udgivet: 21. april 2012 - Pladeselskab: Run For Cover Records - Format: vinyl, download                   |
| 2012 | Danske Dancehall Tunes 2012 - Udgivet: 2. juli 2012 - Pladeselskab: Target Records - Format: CD, download            |
| 2012 | Rolig Under Pres - Udgivet: 27. august 2012 - Pladeselskab: Playground Music - Format: 4x vinyl, 2x CD, download     |
| 2012 | Black Cheese Mixtape vol. 2 - Udgivet: 11. oktober 2012 - Pladeselskab: Black Cheese Records - Format: app, download |
| 2013 | Gi' Os Christiania Tilbage - Udgivet: 27. maj 2013 - Pladeselskab: Playground Music - Format: vinyl, download        |
| 2013 | Money Move Riddim - Pack Two - Udgivet: 8. juli 2013 - Pladeselskab: Food Palace Music - Format: download            |
| 2013 | Money Move Riddim Pack Two (Roots Remixes) - Udgivet: 5. august 2013 - Pladeselskab: Food Palace - Format: download  |
| 2014 | Drop Dead Mixtape Vol. 7 - Udgivet: 26. maj 2014 - Pladeselskab: ArtPeople/Drop Dead Music - Format: CD, download    |
| 2015 | De Glemte Bånd - Udgivet: 1. juni 2015 - Pladeselskab: Donkey Recs - Format: download                                |

## Sange

### Singler
| År                                                       | Single | Certificering                      | Album                  |
| -------------------------------------------------------- | --- | ---------------------------------- | ---------------------- |
| 2011                                                     | "Bor Her" | —                                  | Bor Her / Rundt        |
| 2011                                                     | "Rundt" (med Klumben) | Guld (streaming)                   | Bor Her / Rundt        |
| 2012                                                     | "Faxe Kondi" (med Klumben) | 2x Platin (streaming) Guld (track) | Fra Klumben Til Pladen |
| 2012                                                     | "Intelligent" | Guld (streaming)                   | Original               |
| 2012                                                     | "P6 BAS Dancehall Anthem" (med Sukker Lyn, Kaka, Pato, TopGunn og Klumben)                                                      | —                                  |                        |
| 2012                                                     | "Original Bang Ding" | —                                  | Original               |
| 2012                                                     | "Dolly" (med TopGunn) | —                                  |                        |
| 2013                                                     | "Missionen" (med Klumben) | —                                  |                        |
| 2013                                                     | "Som En Vinder" (med DJ Static og Danni Toma)                                                                                   | —                                  | Rolig Under Pres       |
| 2013                                                     | "Yndlingsstof" | —                                  | Yndlingsstof           |
| 2013                                                     | "Kom I Gang (Kom Igen Aalborg Remix)" (med Jonny Hefty, Jøden, Mikael Melody, Skodkongen, Ham Der Hasse, Mystic MC og LillePis) | —                                  |                        |
| 2014                                                     | "Fridag!" (med Klumben) | —                                  |                        |
| 2014                                                     | "Tingene Kan Gå Hurtigt" (med Niklas)                                                                                           | —                                  |                        |
| 2015                                                     | "Bangarang" (med Okay Funky og Lady Smita)                                                                                      | —                                  |                        |
| 2015                                                     | "Men Med Ham" (med Fresh-I) | —                                  |                        |
| 2015                                                     | "Hvem Ved?" | —                                  |                        |
| 2015                                                     | "Ik Stol På Dem" (med Højer Øye)                                                                                                | —                                  |                        |
| 2015                                                     | "Blæst Igen" (med 2000F og Højer Øye)                                                                                           | —                                  |                        |
| 2016                                                     | "Klub 27" (med Klub 27) | —                                  |                        |
| "—" markerer en udgivelse der ikke opnåede en placering. | |                                    |                        |

## Video

### Musikvideoer
| År   | Video                       | Instruktør                                |
| ---- | --------------------------- | ----------------------------------------- |
| 2011 | "Bor Her"                   | Raske Penge og Kamilla Bruus              |
| 2011 | "Rundt"                     | Raske Penge, Kamilla Bruus og Yaqup Oxbjr |
| 2012 | "Intelligent"               | Raske Penge og Kamilla Bruus              |
| 2012 | "P6 BAS Dancehall Anthem"   |                                           |
| 2012 | "Baghave"                   | Yaqup Oxbjr                               |
| 2012 | "Original Bang Ding"        | Morten Kaa                                |
| 2013 | "Som En Vinder"             | Viktor Sloth                              |
| 2013 | "Missionen"                 | Yaqup Oxbjr & Benimation                  |
| 2013 | "Timerne Går (2000F Remix)" | Benimation                                |
| 2013 | "Yndlingsstof"              | Raske Penge                               |
| 2013 | "Yndlings Dub"              | Raske Penge                               |
| 2013 | "Dolly"                     |                                           |
| 2014 | "Fridag!"                   |                                           |
| 2014 | "Shh! (Racker Op)"          |                                           |
| 2014 | "Tingene Kan Gå Hurtigt"    |                                           |
| 2015 | "Bangarang"                 |                                           |
| 2015 | "Men Med Ham"               |                                           |
| 2015 | "Hvem Ved?"                 |                                           |
| 2015 | "Blæst Igen"                |                                           |
| 2015 | "Ik Stol På Dem"            |                                           |

## Eksterne links
- http://raskepenge.dk/musik
- http://raskepenge.dk/video